# Lance N' Masques
Lance N' Masques (ランス・アンド・マスクス Ransu Ando Masukusu?)  es una serie de novelas ligeras japonesas de Hideaki Koyasu con ilustraciones de Shino, y está editada por el estudio de animación Studio Gokumi. Pony Canyon ha publicado seis volúmenes desde 2013 bajo su sello Poni Can. Una adaptación de serie de televisión de anime se emitió del 1 de octubre al 17 de diciembre de 2015. 

## Trama
El protagonista de la historia es Yōtarō Hanabusa, un miembro de los Caballeros supervivientes del siglo XXI, llamados "Caballeros del mundo". Al querer ser una persona normal en lugar de un caballero, deja a todos atrás para ponerse en marcha por su cuenta, pero los viejos hábitos son duros y se da cuenta de que nos guste o no, actúa como un "Caballero Blanco" en cualquier momento en que alguien está en problemas. Un día conoce a una chica, Kidoin Makio, y se entera de que ella se ve obligada a vivir completamente sola; él la toma bajo su ala y comienza a cuidarla, mientras oculta su identidad como el "Caballero Lancero" enmascarado que ella idolaca. 

## Personajes
Yōtarō Hanabusa (花房 葉太郎 Hanabusa Yōtarō?)
Seiyū: Daiki Yamashita
El protagonista masculino. Uno de los últimos caballeros que quedaron en el siglo veintiuno, fue entrenado para luchar por la justicia y comportarse de una manera "caballeresca" que está muy alejada del comportamiento moderno normal, hasta tal punto que algunos individuos lo han llamado extraño o incluso "perverso". Este comportamiento incluso arruinó su amistad con una niña hace años, y desde entonces no ha querido más que ser una persona normal. Sin embargo, su "síndrome del caballero blanco" ha estado tan profundamente arraigado que no puede evitar volver a los viejos hábitos cuando alguien está en peligro. Por vergüenza, usa una máscara para ocultar su identidad cada vez que hace esto. Después de que se entera de que Makio vive solo y no se le permite tener ninguna relación, decide quedarse con ella y protegerla.
Makio Kidōin (鬼堂院 真緒 Kidōin Makio?)
Seiyū: Ari Ozawa
La protagonista femenina. Hija de una familia prominente, vive sola y Yōtarō la cuida. Le encanta la idea de "héroes" que luchan por la justicia y nunca se inclinan ante nadie. Desde hace algún tiempo ella ha querido ser una heroína y entrena todos los días. Un día, cuando se cae mientras entrena, Yotaro, disfrazada, la salva. Desde entonces ella ha adorado a su "Knight Lancer", pero no se da cuenta de que "patético" Yōtarō es la misma persona. Después de un tiempo, decide que, en lugar de convertirse en un héroe, se convertirá en una gran "Dama" a quien Knight Lancer puede enorgullecer proteger.
Yoriko Sudō (朱藤 依子 Sudō Yoriko?)
Seiyū: Manami Numakura
Una criada y el severo mentor de Yōtarō. Su puño de hierro ha guiado su entrenamiento desde la infancia, hasta el punto de que la culpa por su "Síndrome del Caballero Blanco".
Alice Cleveland (アリス・クリ―ヴランド Arisu Kurīvurando?)
Seiyū: Suzuko Mimori
Un brillante y alegre aprendiz de caballero que sirve como escudero de Yōtarō.
Shirohime (白姫?)
Seiyū: Ayaka Suwa
Un caballo que chilla como un cerdo que fue criado y criado para ser el corcel de Yōtarō.
Yuifa/Liu Yu-Hua (リュウ・ユイファ?)
Expresado por: M.A.O
La criada personal de Makio y la única que se quedó en la mansión con ella a largo plazo. Una vez fue huérfana y fue tomada por la organización criminal "Ban", donde usó sus habilidades de piratería para cometer una variedad de delitos. Después de que el caballero Gai destruyó a Ban, ella y los otros huérfanos crecieron bajo su cuidado.
Sae Igarashi (五十嵐 冴 Igarashi Sae?)
Seiyū: Yumiri Hanamori
Compañero de clase de Yōtarō y amigo. Ella considera que Yōtarō es un niño muy amable, gentil y confiable, y con frecuencia se le muestra bastante cerca de él; Dicho esto, considera que pervertir el uso de máscaras y besar las manos de las niñas es pervertido, e incluso llamó pervertido a Yōtarō cuando la salvó antes de unirse a su escuela. Después de que él la vuelva a salvar y ella descubra su identidad y las razones de su máscara, ella lo perdona, pero le pide que deje de hacer cosas "pervertidas".
Tafei (?)
Expresado por: Mami Koyama
Shin Hanabusa (花房 森 Hanabusa Shin?)
Seiyū: Akira Ishida
El padre de Yōtarō, un caballero legendario, y el caballero de Yuma Kidoin.
Yuma Kidoin (?)
La madre de Makio. La princesa de Shin Hanabusa a quien no protegió.
Gai Kongouji (金剛寺 鎧 Kongouji Gai?)
Seiyū: Takashi Matsuyama
Un caballero mayor que sirve y protege al padre de Makio. Hace años, él personalmente destruyó a la organización criminal Ban y tomó a todos los numerosos huérfanos que habían secuestrado y entrenado para cometer delitos por ellos. Los niños alternativamente lo llaman su "Jefe" o su "padre".

## Medios de comunicación

### Novelas ligeras
| N.º | Fecha de lanzamiento   | ISBN                   |
| --- | ---------------------- | ---------------------- |
| 1   | 3 de diciembre de 2013 | ISBN 978-4-86529-009-7 |
| 2   | 3 de mayo de 2014      | ISBN 978-4-86529-027-1 |
| 3   | 3 de octubre de 2014   | ISBN 978-4-86529-099-8 |
| 4   | 3 de marzo de 2015     | ISBN 978-4-86529-116-2 |
| 5   | 3 de octubre de 2015   | ISBN 978-4-86529-153-7 |
| 6   | 3 de diciembre de 2015 | ISBN 978-4-86529-170-4 |

### Anime
Una adaptación de serie de televisión de anime se transmitió del 1 de octubre al 17 de diciembre de 2015. Kyōhei Ishiguro dirigió la serie en Studio Gokumi, y el autor original Hideaki Koyasu estuvo a cargo de los guiones. El tema de apertura es "Light for Knight" de Suzuko Mimori y el tema final es "Little*Lion*Heart" de Ayana Taketatsu.

## Recepción
El primer episodio de la serie de anime recibió malas críticas del personal de Anime News Network durante las previsualizaciones de la temporada de otoño de 2015. Rebecca Silverman fue optimista tanto en la trama de Maiko como en la construcción del mundo que involucró a los caballeros, pero encontró cualidades negativas en la producción general y la introducción del elenco de apoyo. Otros empleados fueron menos que favorables. Lynzee Loveridge criticó la lógica defectuosa y la falta de "normalidad" en la conspiración, mientras que Nick Creamer lo calificó como "natilla anime sin sabor" por ser una "adaptación de novela extremadamente insípida". Theron Martin comparó la trama con Kure-nai, pero con una producción que está muy por debajo de su nivel de calidad. Hope Chapman criticó la historia por interpretarse como una amalgama de "subpar 4-koma anime" con una comedia que se parece más a un "relleno puro que a un humor intencional". Zac Bertschy vio la introducción de la premisa como "barebones" con personajes que no ofrecen nada para que el espectador se interese en ellos.